# P.S. I Love You (deel 1 en 2)
P.S. I Love You is de titel van de een- en tweeëndertigste afleveringen van het vijfde seizoen van het tienerdrama Beverly Hills, 90210, die voor het eerst werden uitgezonden op 24 mei 1995.

## Verhaal
Jim en Cindy bereiden zich voor om te gaan verhuizen naar Hongkong. Brandon helpt hen mee met inpakken als Kelly langskomt om zijn ouders uit te zwaaien. Brandon reageert koeltjes op haar aanwezigheid. Kelly wil niet trouwen met Brandon, maar ze wil wel gewoon verdergaan met de relatie. Als Valerie ’s avonds naar bed gaat geeft ze duidelijke hints naar Brandon dat hij met haar mee mag naar haar bed.
Steve en Donna zijn alvast op weg naar Palm Springs om het KEG/Alpha ontmoeting voor te bereiden. Steve ziet onderweg een wonderschone dame waar hij direct verliefd op wordt. Als hij bij het hotel aankomt is zijn vader al aanwezig. Steve krijgt meteen een schok te verwerken, Rush heeft een blind date geregeld met een dochter van een klant, hij is hier huiverig voor omdat er altijd een keerzijde aan kleeft als Rush zoiets regelt. Maar als Steve de hotelkamer ziet dan is hij weer positief, bij het zwembad en veel drank aanwezig. Steve belt naar Brandon om hem over te halen om toch te komen.
Dylan staat op het punt om naar Hawaii te gaan om zijn moeder en Erica op te zoeken. Als hij op het punt staat te vertrekken staat Charley voor de deur met de mededeling dat hij iemand heeft gevonden die de film wil financieren. Dylan laat Hawaï voor wat het is en gaat met Charley mee. Ze gaan naar de man die in een groot landhuis woont midden in de woestijn. Hij wil alleen betalen als zijn vriendin de hoofdrol krijgt, aangezien de acteer talent slecht is geeft dat al veel twijfels bij Dylan. Als Dylan vanuit zijn auto naar de FBI belt om te informeren of de man hoort bij de mensen die zijn vader vermoord heeft hoort hij dat hij lid is van de Amerikaanse maffia en gevaarlijk is. Dit gesprek wordt opgepikt door de man en confronteert Dylan hiermee om hem mee te nemen naar een kabelbaan. Op het hoogste punt laat hij de lift stoppen en doet de deuren open, hij laat Dylan buiten de deur hangen en waarschuwt hem niet te nieuwsgierig te zijn. Als hij de waarheid wil weten, moet hij dit bekopen met de dood. Hij kiest niet voor de waarheid en ze laten hem gaan. Dylan besluit het huis te verlaten.
Ray gaat naar Donna om zijn excuses aan te bieden en om te vragen of zij hem nog een kans wil geven. Donna wil dit doen op één voorwaarde, Ray moet mee naar de bijeenkomst in Palm Springs. Hij heeft hier weinig zin in maar stemt toch toe. Nu de hele groep naar Palm Springs gaat heeft Kelly Allison uitgenodigd naar haar huis voor bij te praten. Allison is verliefd op Kelly, maar dit is niet wederzijds. David en Clare komen ineens binnenvallen om nog wat spullen te halen en als zij de twee dames zien zitten, krijgen ze toch een raar gevoel van wat daar gebeurt. Wanneer David en Clare later in Palm Springs aankomen, zien ze dat Brandon daar ook is en vertellen ze dat Kelly met Allison thuis was en dat zij misschien een verhouding hebben. Van dit nieuws gaat Brandon flink aan de drank. Ray en Donna arriveren ook en Ray is meteen humeurig omdat het blijkt dat Donna weinig tijd zal hebben omdat ze een drukke agenda heeft. Als Donna met andere in een zwembad aan het watervolleyen zijn vindt Ray dat Donna veel te uitdagende kleren aan heeft en laat dit ook merken. Als Donna en Ray naar hun appartement gaan krijgen ze ruzie, dit loopt zo uit de hand dat Ray Donna van de trap af gooit. Ze bezeert haar arm en moet naar het ziekenhuis. Ray gaat  vol schuldgevoel met haar mee en wil haar helpen. Donna vertelt de ware reden niet, maar blijft wel zwijgzaam tegenover Ray. Valerie die alles gezien heeft laat Donna dit weten, maar Donna vraagt haar niets te zeggen. Kelly arriveert ook en treft Brandon aan, die haar vraagt of het waar is van de relatie met Allison. Brandon besluit om naar het appartement van Valerie te verhuizen en moet nog wat spullen halen in de stad en neemt Steve mee. Steve komt de wonderschone dame tegen en besluit een poging te wagen. Dat gaat goed en ze gaan bij het afscheid nemen gaan ze kussen. Dan komt Steve erachter dat zij een hij is. Brandon wordt aan de kant gezet door de politie en bij het controleren van de papieren zien ze ineens een joint, dit komt Brandon op een nacht in de cel te staan. Als hij ’s morgens vrijgelaten wordt dan gaat hij naar Valerie en zegt boos tegen haar dat hij niets met haar wil. Donna mag een toespraak houden voor de Alpha dames en het wordt een groot succes. Als Valerie tegen Donna zegt dat ze een vriendin is dan laat Donna merken dat ze weet dat er meer heeft gespeeld tussen Valerie en Ray.
Brandon besluit met de bus naar huis te gaan en komt dan Dylan tegen die ook de bus wil pakken. Ze blikken terug op hun relatie met Kelly en balen allebei dat het zo gelopen is. Dylan vertelt dat hij zich zal wreken op de moordenaar van zijn vader. Als Brandon thuis komt dan ziet hij dat er een verkocht bordje in de tuin staat. Als Brandon en Valerie ’s avonds op de bank zitten uit te rusten raken ze in gesprek en dit eindigt in een kuspartij.

## Rolverdeling
- Jason Priestley - Brandon Walsh
- Jennie Garth - Kelly Taylor
- Ian Ziering - Steve Sanders
- Luke Perry - Dylan McKay
- Brian Austin Green - David Silver
- Tori Spelling - Donna Martin
- Tiffani Thiessen - Valerie Malone
- Carol Potter - Cindy Walsh
- James Eckhouse - Jim Walsh
- Joe E. Tata - Nat Bussichio
- Kathleen Robertson - Clare Arnold
- Jamie Walters - Ray Pruit
- Katherine Cannon - Felice Martin
- Ryan Thomas Brown - Morton Muntz
- Jed Allan - Rush Sanders
- Caroline McWilliams - LuAnn Pruit
- Jeffrey King - Charley Rawlins
- Dick Dale - Zichzelf (muzikale gast)
- Sara Melson - Allison Lash
- Monika Schnarre - Elle